# Prix David-Borwein
Pour les articles homonymes, voir David Borwein et Borwein.
Le prix David-Borwein de mathématicien émérite pour l'ensemble d'une carrière rend hommage à un mathématicien qui a fait une contribution exceptionnelle et soutenue aux mathématiques canadiennes. Il est décerné par la Société mathématique du Canada et porte le nom du mathématicien canadien David Borwein.

## Prix
Le prix est une sculpture en bronze réalisée par le sculpteur Helaman Ferguson. La sculpture est basée sur la formule de Benson pour la constante de Madelung relative au NaCl (« mathématiques du sel »).

## Lauréats
- 2006 : Richard Kane[2]
- 2008 : Hermann Brunner[3]
- 2010 : Nassif Ghoussoub[4]
- 2014 : Kenneth R. Davidson[5]
- 2018 : Anthony To-Ming Lau[6]
- 2022 : Jacques Hurtubise[7]